# C'est vrai
C'est vrai est une chanson française  écrite  par Albert Willemetz, à la demande de Mistinguett, et composée par Casimir Oberfeld, où la chanteuse, couronnée de succès dans les music-halls parisiens, réagit à des critiques à son égard. 

## Historique
Grande vedette du music-hall parisien pendant des décennies, Mistinguett passe commande de ce titre à un de ses paroliers préférés,  Albert Willemetz, pour répondre à des remarques émises sur elle, à la suite de ses succès,.
Née en 1875, elle interprète pour la première fois le titre aux Folies Bergère en 1933. Elle a alors 58 ans.

## Thème
Reprenant des remarques sur elle dont elle a eu connaissance, elle y répond de façon franche tout en s’autorisant une touche d’autodérision, portant ses qualités et supposés défauts comme un oriflamme, et affirmant : « Mais j'serais pas Mistinguett / Si j'étais pas comme ça ».
C'est dans cette marche qu'elle entonne aussi la phrase : On dit que j'ai de belles gambettes, faisant référence à ses jambes, qu'elle fait assurer pour 500 000 francs français en 1919.

## Reprise par d’autres interprètes
Aucun autre chanteur n’osera chanter ce succès ce texte si personnel, excepté Carmen Maria Vega lorsqu’elle interprète sur scène le personnage de Mistinguett dans un spectacle musical produit par Albert Cohen Mistinguett, reine des années folles en 2014 et 2015,.

## Extrait des paroles
On dit que j'aime les aigrettes
Les plumes et les toilettes
C'est vrai
On dit que j'ai la voix qui traîne
En chantant mes rengaines
C'est vrai
Lorsque ça monte trop haut moi je m'arrête
Et d'ailleurs on n'est pas ici à l'Opéra
On dit que j'ai l'nez en trompette
Mais j'serais pas Mistinguett
Si j'étais pas comme ça...